# Abborrtjärnarna (Ytterhogdals socken, Hälsingland, 689534-145919)
Abborrtjärnarna är en sjö i Härjedalens kommun i Hälsingland och ingår i Ljusnans huvudavrinningsområde. Sjön har en area på 0,0435 kvadratkilometer och ligger 263,1 meter över havet.

## Delavrinningsområde
Abborrtjärnarna ingår i det delavrinningsområde (689586-146126) som SMHI kallar för Mynnar i Hoans vattendragsyta. Medelhöjden är 318 meter över havet och ytan är 10,84 kvadratkilometer. Räknas de 3 avrinningsområdena uppströms in blir den ackumulerade arean 57,57 kvadratkilometer. Ölån som avvattnar avrinningsområdet har biflödesordning 3, vilket innebär att vattnet flödar genom totalt 3 vattendrag innan det når havet efter 200 kilometer. Avrinningsområdet består mestadels av skog (82 procent) och sankmarker (11 procent). Avrinningsområdet har 0,11 kvadratkilometer vattenytor vilket ger det en sjöprocent på 1 procent.